# Ахметвалеев, Леонид Нургалович

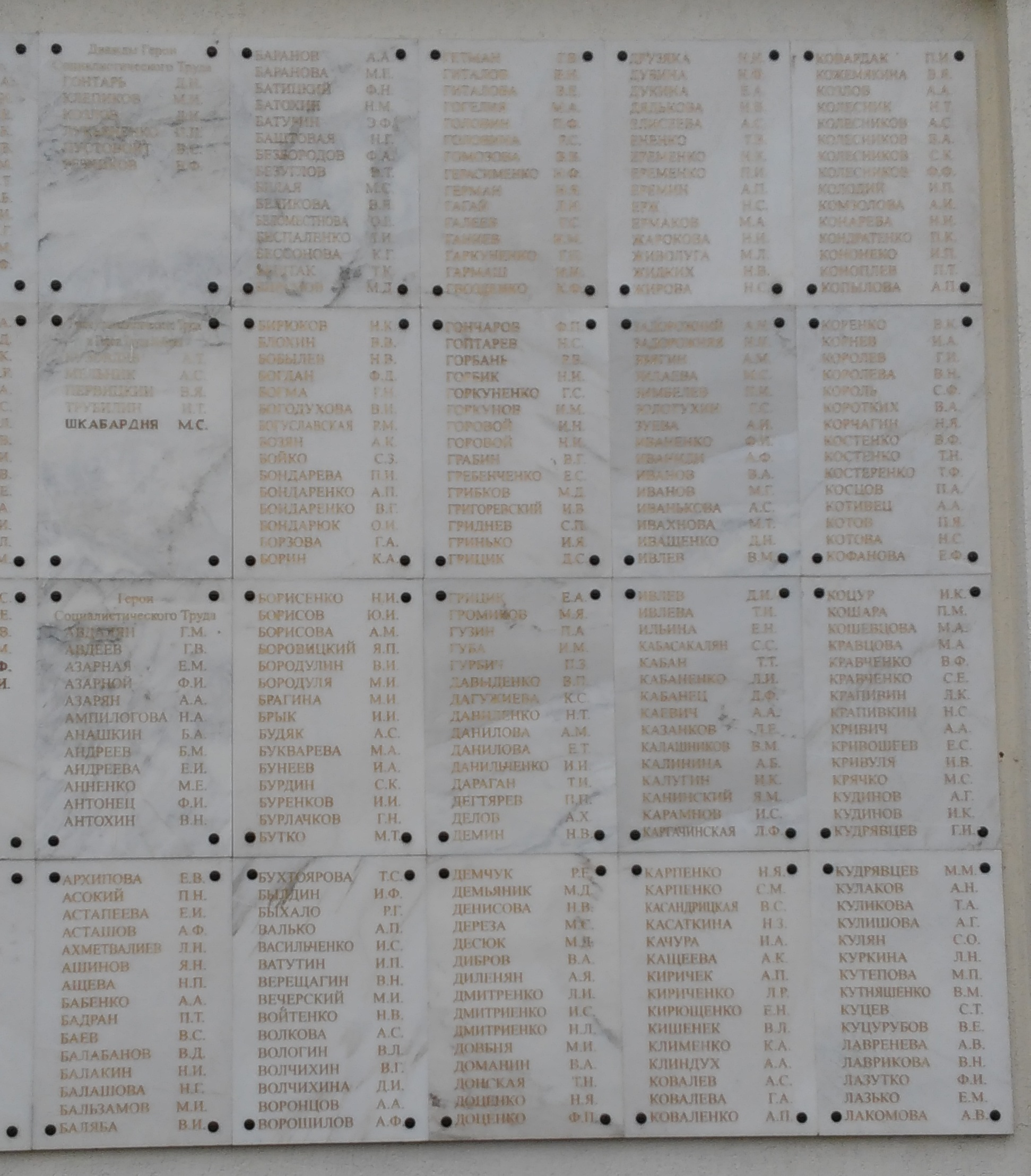
Мемориальная доска с именами Героев Социалистического Труда Кубани и Адыгеи. Краснодар 2017

Леонид Нургалович Ахметвалеев (1931—2006) — командир вертолёта Восточно-Сибирского управления гражданской авиации Министерства гражданской авиации СССР, Бурятская АССР, Герой Социалистического Труда (10.03.1981).

## Биография
Родился в 1931 году в Автономной Татарской Социалистической Советской Республике, ныне — Республика Татарстан, в семье колхозника. Татарин.
Трудовую деятельность начал рабочим на железной дороге, после окончания школы авиамехаников продолжил работать по специальности механика-дефектоскописта, готовил самолёты к полётам.
Окончил в 1954 году Бугурусланское лётное училище Гражданского воздушного флота. начал лётную работу на самолёте По-2, обрабатывал с воздуха колхозные поля, работал с лесоустроителями, топографами, геологами-съёмщиками, буровиками.
После обучения в 1958 году Л. Н. Ахметвалеев (в обращении — Ахмет) был переведён в Улан-Удэнское авиапредприятие, в числе первых вертолётчиков прибыл в Бурятию. Со временем стал высококлассным специалистом, которому поручались особо сложные полёты. К середине 1970-х годов он характеризовался как один из лучших и опытных вертолётчиков страны с налётом более 10 тысяч часов. Возил буровые штанги и другой негабаритный груз (для чего приходилось летать с раскрытыми задними створками), устанавливал опоры высоковольтных линий, спасал колхозное имущество во время неожиданных наводнений, зачастую при этом фиксируя вертолёт в положении «на подвесе». Когда многодневные проливные дожди подняли уровень многих рек Центральной Бурятии, тысячные отары колхозных овец в долине реки Удэ оказались под угрозой затопления. Вертолёт приходилось сажать на крохотные островки сухой земли, экипаж совместно с чабанами грузили скот (более 60 голов за рейс) и в последнюю минуту вывозили животных.
Командир вертолёта Ми-8 Восточно-Сибирского управления Гражданской авиации Ахмет неоднократно летал с разведчиками нефти и на гравиметрическую съёмку с воздуха в Тюменской и Иркутской областях, перегонял вертолётную технику в Чехословакию, ГДР и Польшу.
Ахмет с самого начала привлечения вертолётной группы работал на строительстве Байкало-Амурской железнодорожной магистрали (БАМ). Он первым в стране применил вертолёт для раскатки высоковольтных проводов, когда барабан весом около 3 тонн устанавливался в Ми-8 и в полёте растягивал нить провода длинной 2,5 километра. На всю операцию уходило 11 минут. С учётом бездорожья на трассе от Магистрального до Северобайкальска и Нижнеангарска, от прокладки 7 таких ниток экономический эффект получался огромным.
Вылетал в командировку в Монголию, когда вышла из берегов река Тола, затопив обширные пространства, небольшие поселения и равнинные пастбища в районе Улан-Батора. Ми-4, управляемый Ахметом, зависал так, что шасси чуть не касались крыш домов, забирал одновременно человек по десять и летел до ближайшего безопасного места. Доставлял продукты, медикаменты, тёплую одежду и палатки спасённым. Во вторую свою командировку в Монголию его экипаж помогал местным специалистам проводить геологические работы в Южной Монголии, в невероятно сложных климатических условиях.
Указом Президиума Верховного Совета СССР от 10 марта 1981 года за выдающиеся производственные достижения, досрочное выполнение заданий десятой пятилетки и социалистических обязательств по перевозке пассажиров, применению авиации в народном хозяйстве и освоение новой авиационной техники Ахметвалееву Леониду Нургаловичу присвоено звание Героя Социалистического Труда с вручением ордена Ленина и золотой медали «Серп и Молот»
Впоследствии работал пилотом-инструктором и командиром звена вертолётов Ми-8.
В 1984 году управлял вертолётом, осуществившим транспортировку в Северобайкальск гидросамолёта АНТ-4, потерпевшего в декабре 1940 года аварию на Шаман-горе (ныне — Хилокский район Забайкальского края).
После выхода на заслуженный отдых переехал жить в Краснодарский край. В станицу Красноармейскую (Полтавскую) Леонид Нургалович Ахметвалеев переехал с семьей в 1989 году. Здесь Герой Социалистического труда занимался огородничеством.
Умер 27 июля 2006 года. Похоронен на новом кладбище станицы Полтавской.

## Семья
Жена, дочь. Два сына Вадим и Владимир пошли по его стопам, оба управляли винтокрылыми машинами.

## Награды
- Золотая медаль «Серп и Молот» (10.03.1981);
- Орден Ленина (10.03.1981).
- Орден Трудового Красного Знамени

- Медаль «За трудовую доблесть»
- Медаль «В ознаменование 100-летия со дня рождения Владимира Ильича Ленина» (6 апреля 1970)
- Медаль «За строительство Байкало-Амурской магистрали»
- а также нагрудными знаками «Отличник Аэрофлота» и «За безаварийность»

## Память
- Увековечен на «Аллее Героев» на Мемориальном комплексе в центральном парке станицы Полтавской.
- Увековечен в музее станицы Полтавская.
- На могиле Героя установлен надгробный памятник.
- Один из горных пиков в районе Чары на севере Читинской области назван в его честь вершиной Ахмета[1].